# 마셰티 (영화)
《마셰티》(영어: Machete)는 2010년에 개봉한 미국의 엑스플로이테이션 액션 영화이다. 로버트 로드리게스가 공동 각본, 제작을 맡고 이선 매니퀴스와 공동 연출하였다. 이 영화는 로드리게스와 쿠엔틴 타란티노의 2007년 영화 《그라인드하우스》에 포함돼 있던 가짜 영화 예고편을 확장한 것이다. B급 영화 스타일을 지향했으며, 가짜 예고편에 나온 장면 일부를 사용하였다. 대니 트레이호, 스티븐 서갈, 미셸 로드리게스, 제프 페이히, 치치 매린, 린지 로언, 돈 존슨, 제시카 앨바, 로버트 드니로 등이 출연하였다.
트레이호는 이 영화를 통해 첫 주연을 맡았다. 이 영화는 또한 서갈이 2002년 개봉한 《하프 패스트 데드》 이후 8년 만에 출연한 극장용 영화이기도 하다. 후속 작품인 《마세티 킬즈》가 2013년 10월 11일에 개봉하였다.

## 출연진
- 대니 트레이호 - 이사도르 “마체테” 코르테스 역[6]
- 스티븐 서갈 - 로헬리오 토레스 역[7]
- 미셸 로드리게스 - 루스/시 역[6]
- 제프 페이히 - 마이클 부스 역[6]
- 치치 매린 - 베니시오 델토로 신부 역[6]
- 린지 로언 - 에이프릴 부스 역[8]
- 돈 존슨 - 본 잭슨 역[6]
- 제시카 앨바 - 사태나 리베라 역[6]
- 로버트 드니로 - 존 매클로클린 상원 의원 역[9]
- 셰이 위검 - 부스의 오른팔 역
- 대릴 서바라 - 훌리오 후니토 역
- 길버트 트레이호 - 호르헤 역
- 아라 셀리 - 기자 역
- 톰 서비니 - 오사이리스 아만푸어 역
- 빌리 블레어 - 빌리 역[10]
- 필릭스 서바테스 - 필릭스 의사 역
- 엘렉트라와 엘리세 아베얀 - 모나, 리사 간호사 역[11]
- 마이라 J. 릴 - 벌거벗은 여성 역
- 후안 가브리엘 파레하 - 리코 역
- 얼리샤 매렉 - 준 부스 역[12]
- 티토 라리바 - 쿨레브라 크루사도 역
- 셰릴 “친” 커닝햄 - 토레스의 심복 역[12]
- 언털 님로드 - 부스의 경호원 1 역
- 제임스 파크스 - 에드거 맥그로 역